# Swartzia polyphylla
Swartzia polyphylla är en ärtväxtart som beskrevs av Dc.. Swartzia polyphylla ingår i släktet Swartzia och familjen ärtväxter. Inga underarter finns listade i Catalogue of Life.